# Kwitantie
Een kwitantie, of reçu, is een document ondertekend door een schuldeiser die daarmee verklaart dat de schuldenaar een schuld heeft voldaan. In ruimere zin wordt het woord kwitantie wel gebruikt voor ieder ontvangstbewijs, maar dat is minder juist.

## Kwitantie en ontvangstbewijs

### Kwijting

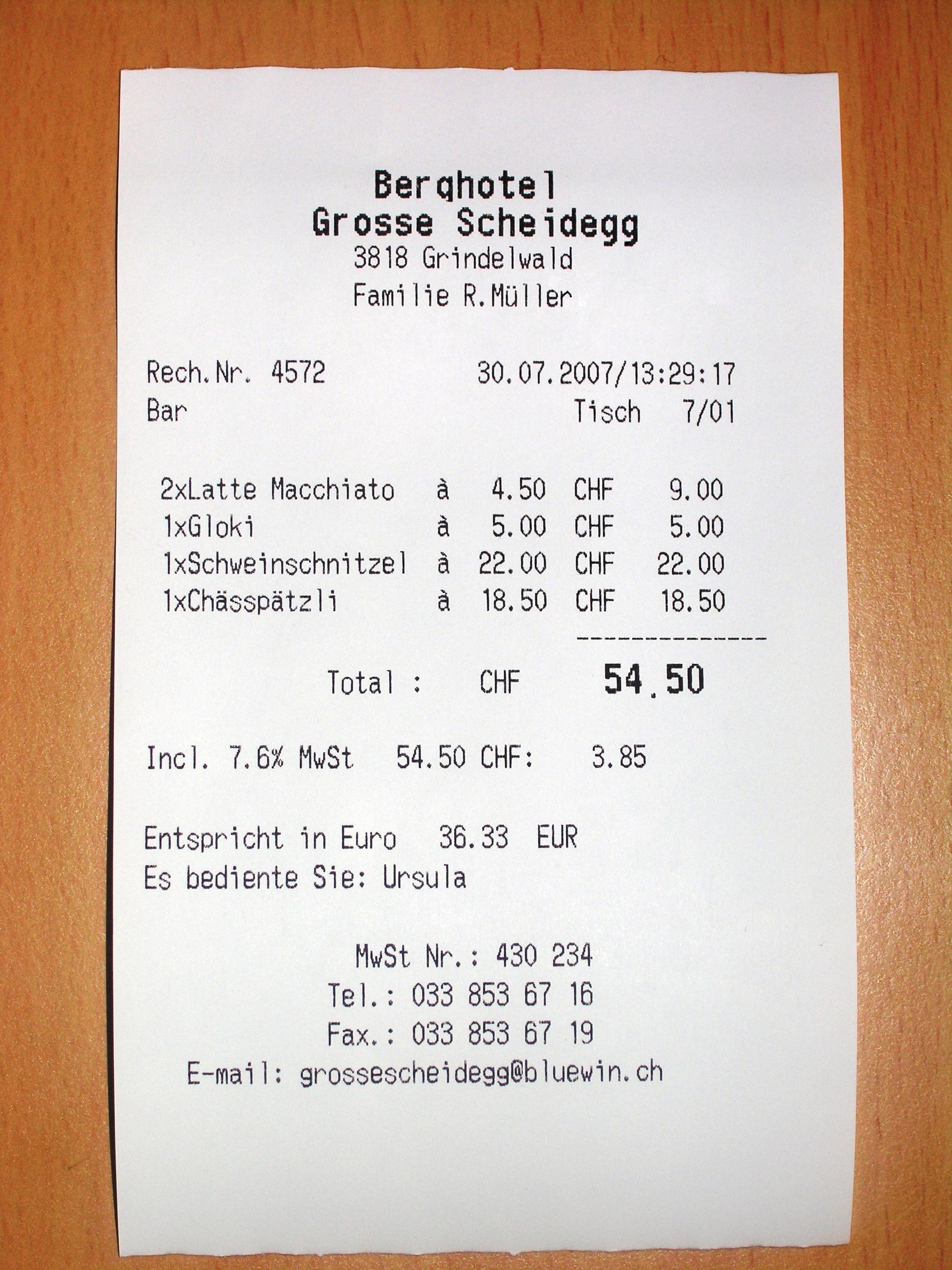

Een schuld is een wettelijke verplichting tot betalen. Als die betaling heeft plaatsgevonden, heeft de schuldenaar zich van zijn betalingsverplichting gekweten, en als bewijs daarvan wordt de kwitantie verstrekt, die vroeger ook wel 'kwijtbrief' of kwijtschrift  werd genoemd. Daarmee is de functie van de kwitantie aangegeven: zij geldt als wettig bewijs dat de schuld is voldaan.
- Bijvoorbeeld: Iemand betaalt zijn kamerhuur maandelijks contant. Doordat de huisbaas hem een kwitantie verstrekt, kan hij bewijzen dat er geen schulden open staan.

Het moderne betalingsverkeer heeft de kwitantie in vele gevallen overbodig gemaakt. Bij niet-contante betaling kan immers met bankafschriften worden aangetoond dat aan de betalingsverplichting is voldaan.
De kwijting heeft echter een breder toepassingsgebied dan het kwijtschelden van een schuld. Door kwijting kan iemand niet meer aansprakelijk worden gesteld voor bepaalde handelingen. Zo kan er statutair kwijting worden verleend aan de bestuurder van een vennootschap voor bepaalde handelingen die heeft gesteld in de uitoefening van zijn bestuurdersmandaat. Aldus doet de vennootschap afstand van haar recht om bestuurders aansprakelijk te stellen, onverminderd het vorderingsrecht van derden.

### Ontvangstbewijs
Er zijn ook ontvangstbewijzen die worden afgegeven zonder dat er van een dergelijke schuld sprake is.
- Bijvoorbeeld: Iemand geeft een geldbedrag in deposito (in bewaring), doorgaans bij een bank. Hij krijgt van de bank een ontvangstbewijs, waarmee echter niet wordt aangegeven dat hij een schuld heeft ingelost, maar dat hij nu een vordering heeft op de bank.

In engere zin is hier dus van kwijting geen sprake, en zo'n ontvangstbewijs is eigenlijk geen kwitantie.

## Vormgeving

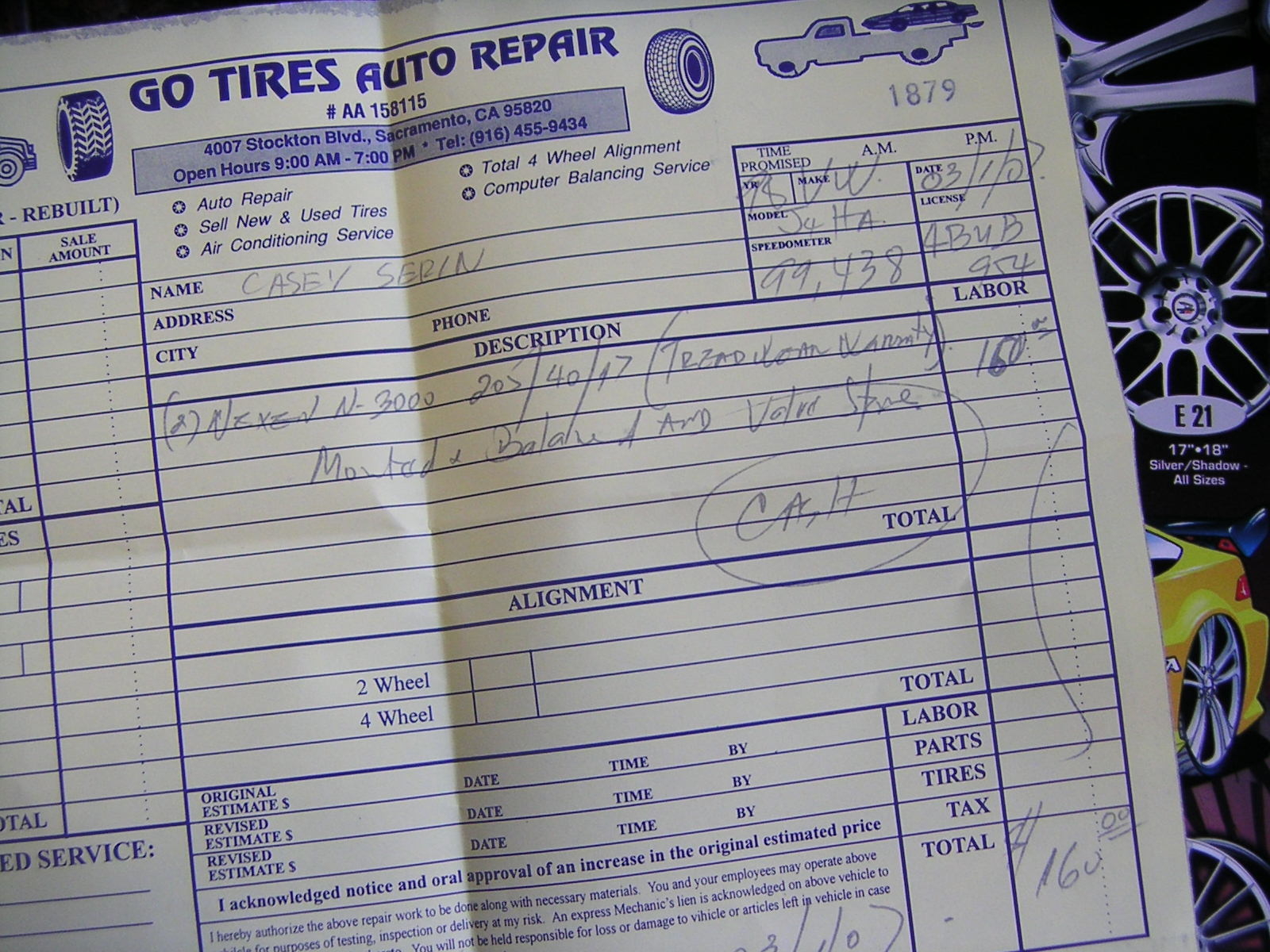

Een kwitantie is doorgaans een voorgedrukt formulier, verkrijgbaar in formulierenboekjes. In een grijze balk moet het betaalde bedrag voluit worden geschreven; een kortere grijze balk is ingeruimd voor het bedrag in cijfers. Vóór deze korte balk is het woord Zegge gedrukt. Hoewel dit woord "voluit uitgesproken" betekent, gaat het dus juist vooraf aan het bedrag weergegeven in cijfers. Op de kwitantie wordt vermeld welke dienst of welk artikel is geleverd voor het betaalde bedrag. Zij wordt verder voorzien van plaats en datum, en wordt door de schuldeiser ondertekend.
Toen er nog een kwitantiezegel nodig was, kon er speciaal zegelpapier worden gebruikt; dit was blanco, maar bovenaan was van overheidswege een zegel afgedrukt.
Oude formulieren konden veel uitvoeriger zijn. Zo zijn er gedrukte belastingaanslagen uit de achttiende eeuw bekend, waarin de "overigheid" (de overheid) een burger een heffing oplegde. Als dat formulier door de invorderaar werd getekend voor ontvangst, waarbij het betaalde bedrag kon worden bijgeschreven op het document, was dit een kwitantie geworden.

## Kwitantiezegel

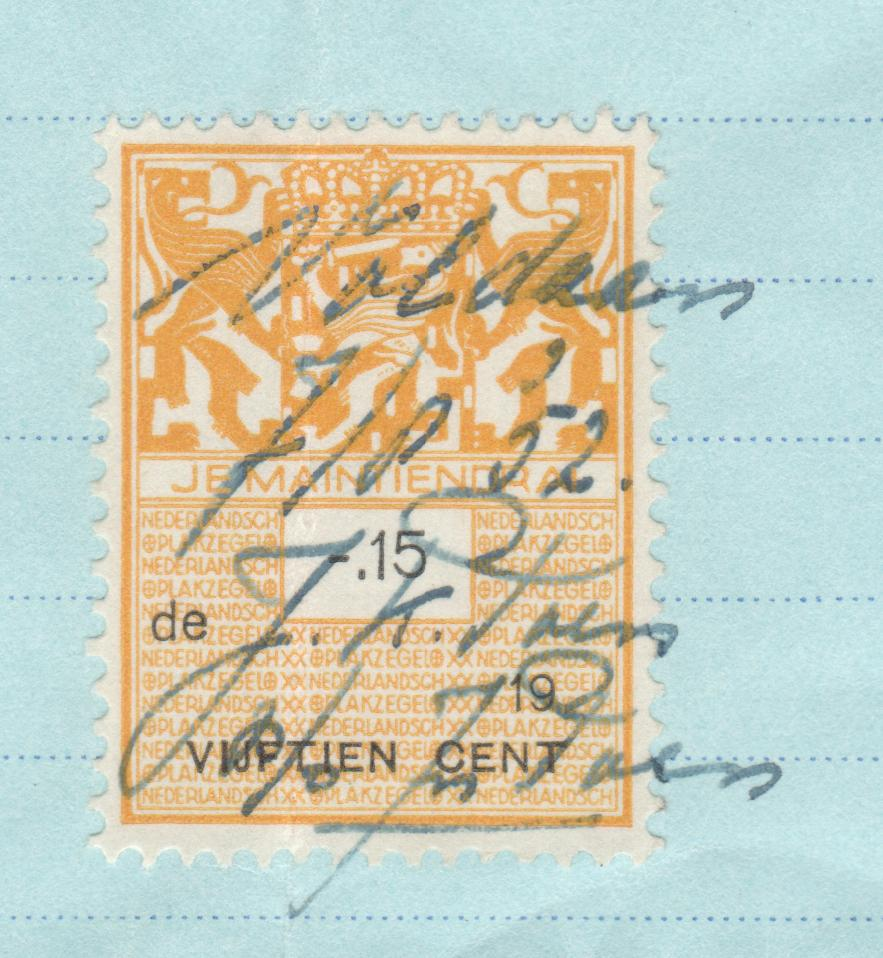
uitvergroot uit [https://commons.wikimedia.org/wiki/File:Rekening_met_kwitantiezegel.jpg kwitantie

Over een kwitantie werd in het verleden belasting geheven, aangezien het hier ging om een document dat in rechte kon dienen als bewijs van betaling; het had dus juridische status. Die belasting werd betaald in de vorm van een fiscaal zegel. Als het om kleine bedragen ging, was geen zegel vereist.
De zegelkosten kwamen doorgaans voor rekening van de schuldenaar, maar het zegel werd daadwerkelijk op de kwitantie geplakt door de schuldeiser. Die laatste verhoogde doorgaans zijn vordering met de zegelkosten, terwijl de schuldenaar erop toezag dat er een ordentelijk, nieuwe kwitantiezegel op was geplakt. Het frauduleus hergebruik van zegels was dan ook strafbaar, en er stonden aanzienlijke boetes op. Werd zegelpapier gebruikt, dan moest de tekst van de kwitantie direct onder het zegel worden geschreven. Werd er tussenwit gelaten, dan was er immers kans op bedrog: de tekst kon er later worden afgescheurd, en het tussenwit kon frauduleus worden gebruikt voor een nieuwe kwitantie.
Het zegelrecht bedroeg aan het begin van de twintigste eeuw 5 guldencent; in de jaren zestig was dat 15 cent geworden.
De Nederlandse Zegelwet 1917, die (als laatste beregeling) verschillende zegelrechten beregelde, is echter in 1972 afgeschaft en sinds 1966 was er voor kwitanties al geen zegel meer nodig.